# 帝國議會 (北德意志邦聯)
帝國議會（德語：Reichstag）是北德意志邦聯的議會，於1866年普奧戰爭後成立。它一直運作到1871年德意志帝國成立。帝國議會與普魯士州議會的上議院在同一棟大樓舉行，位於德國柏林的萊比錫大街3號。同一地點現在是德國聯邦參議院的所在地。